# Муравищенська Діброва
Мурави́щенська Дібро́ва — ботанічна пам'ятка природи місцевого значення в Україні. Об'єкт природно-заповідного фонду Волинської області. 
Розташована в межах Ківерцівського району Волинської області, неподалік від села Муравище. 
Площа 15 га. Статус надано згідно з рішенням облвиконкому від 31.10.1991 року № 226. Перебуває у віданні ДП «Ківерцівське ЛГ» (Муравищенське л-во, кв. 44, вид. 4). 
Статус надано для збереження частини лісового масиву з високобонітетним насадженням дуба черешчатого віком понад 145 років. Діброва належить до лісонасіннєвого генофонду Волинської області.

## Галерея

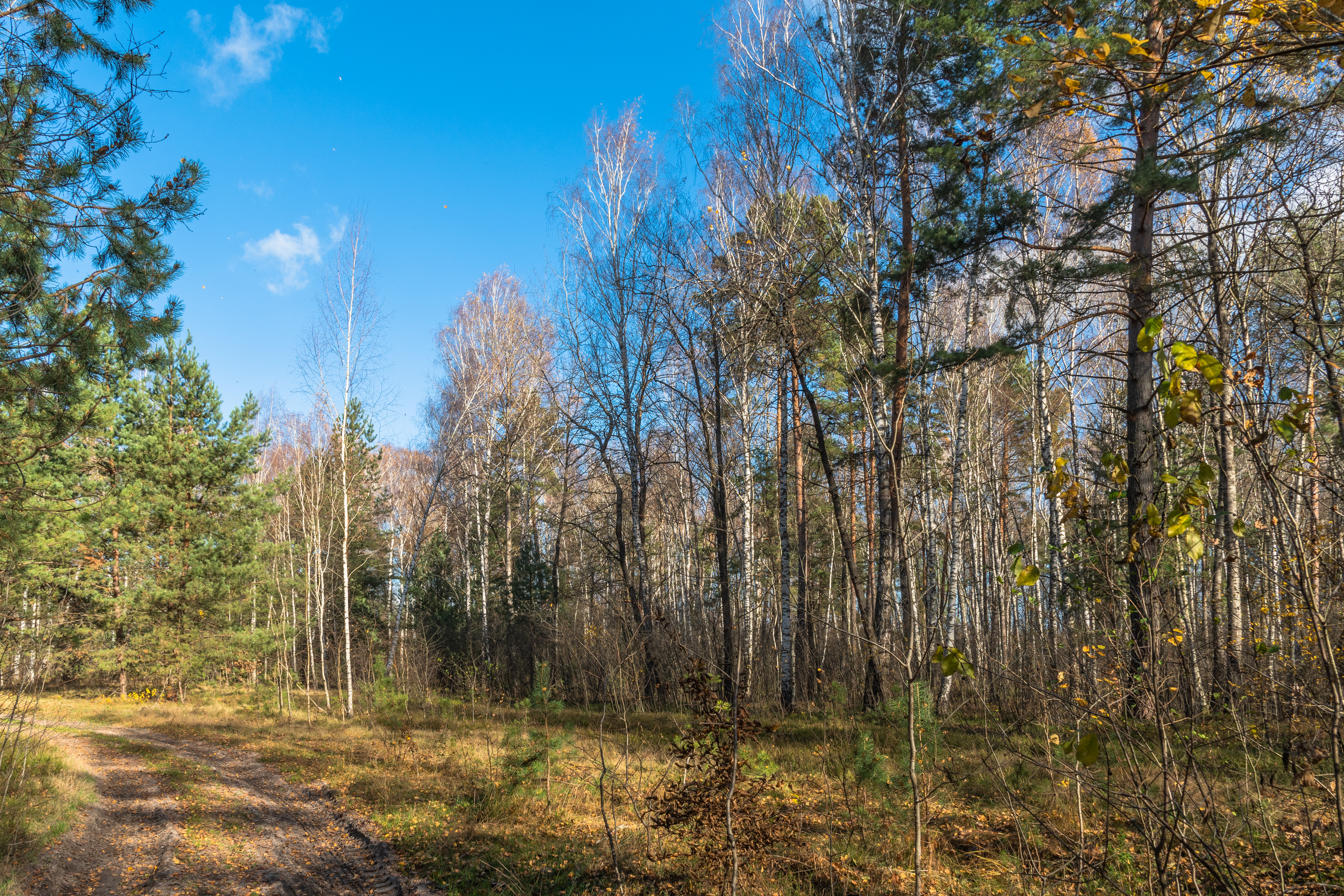
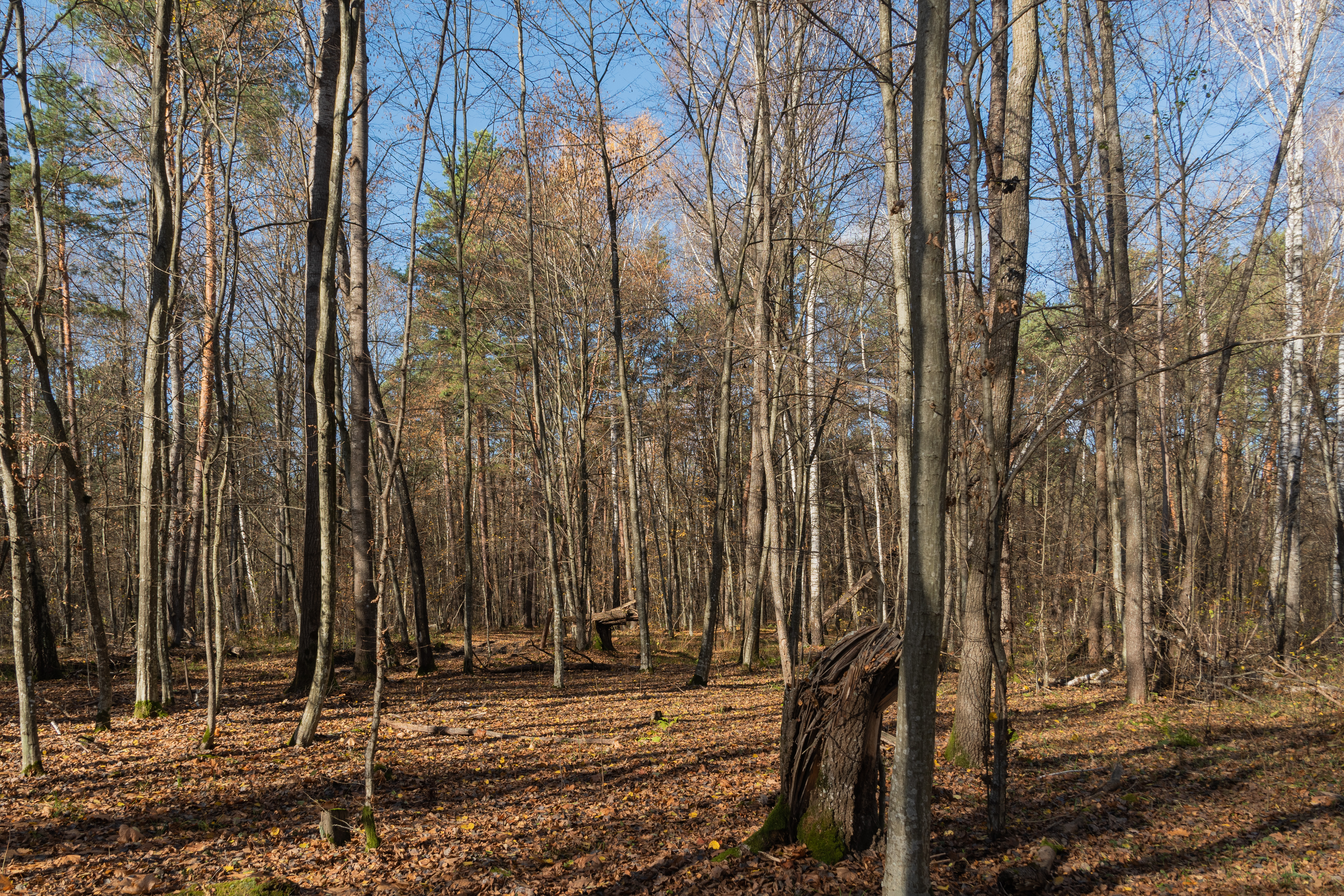